# 炔酮

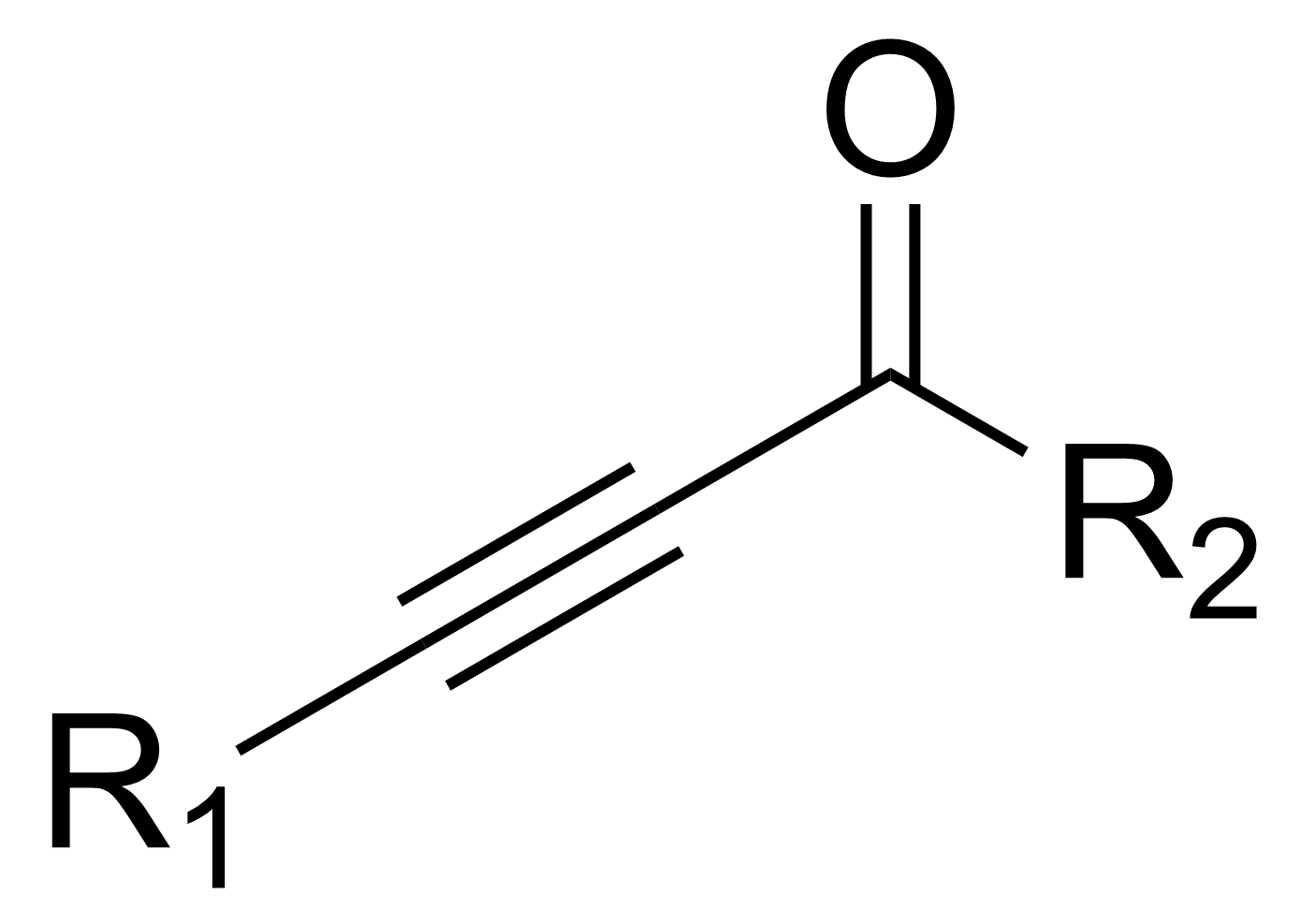
炔酮的基本结构

在有机化学中，炔酮（英語：ynone）是指结构为 R1C≡C‒C(=O)R2 (其中R2 ≠ H) 的化合物，其中C≡C三键位于羰基(C=O)官能团的α和β位，如茵陈二炔酮是天然存在的一种炔酮。

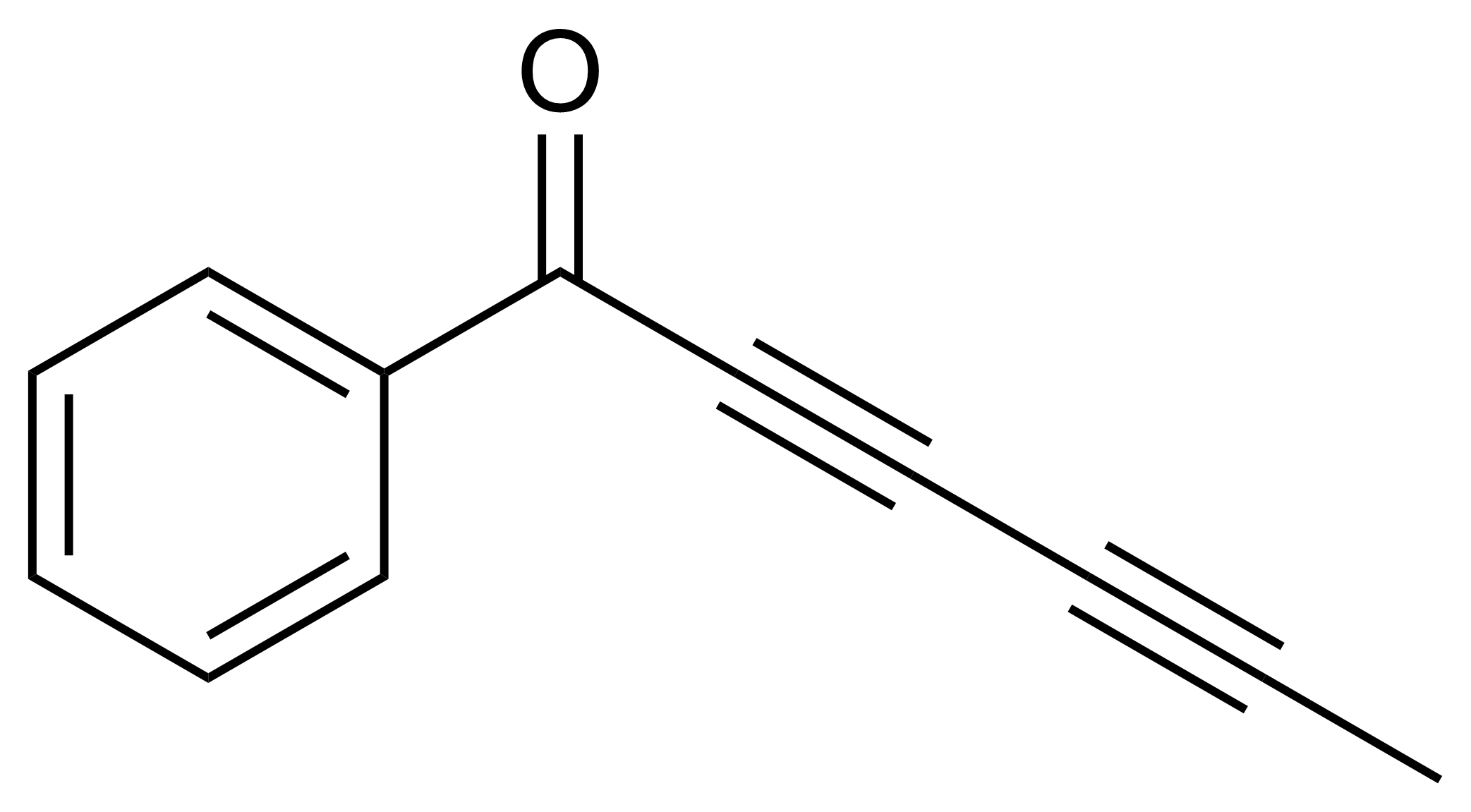
茵陈二炔酮，一种天然存在的炔酮化合物

## 合成
合成炔酮的一种方法是先将1-炔烃与三甲基铝反应，生成二甲基铝代产物，再与酰氯发生酰基取代反应得到炔酮。

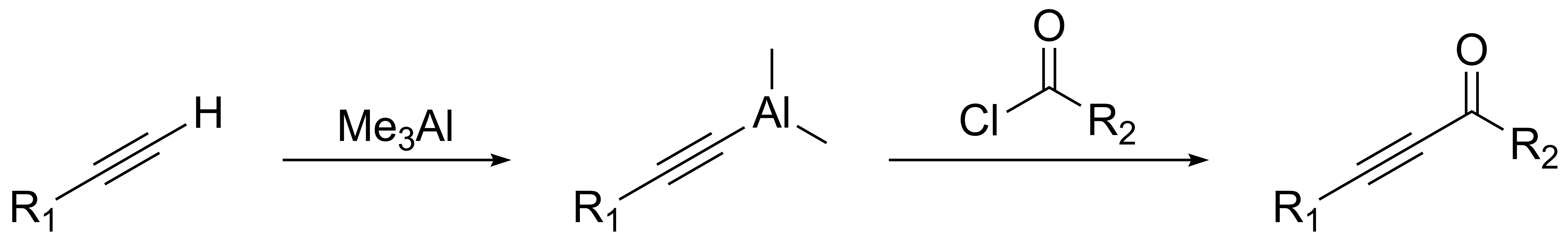
炔酮合成的一种方法

另一种方法是1-炔烃与酰氯在纳米铜的催化下发生反应

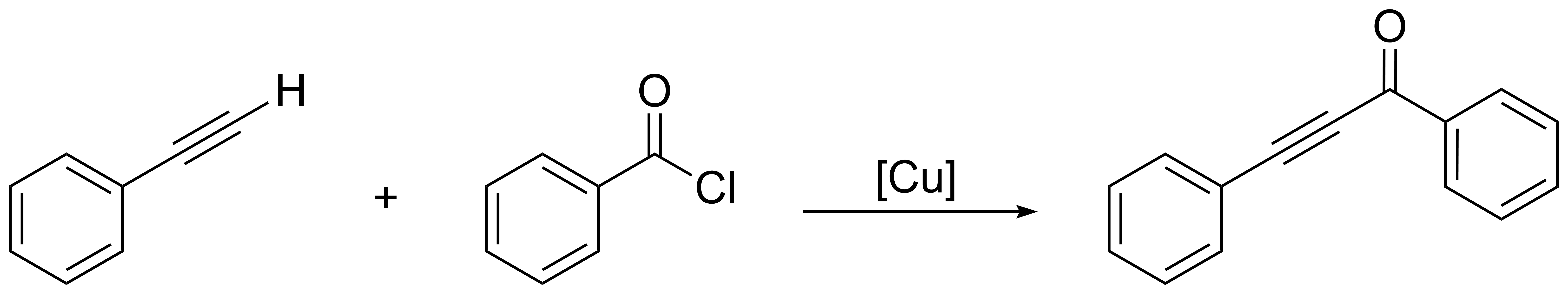
炔酮合成的一种方法

其他方法包括氧化醛，之後在有金催化劑的情況下和碘代炔反應。
另一個替代但是反應步驟較多的製備方式涉及利用炔基鋰和一醛發生反應產生二級醇後，再進行斯文氧化反应。

## 亚类型
- 二炔酮（Diynone）：分子结构中存在两个三键链接一个羰基的化合物。其中两个三键位于羰基的一侧且共轭的称为共轭二炔酮（conjugated diynone，如茵陈二炔酮），两个三键位于羰基的两侧称为跳跃二炔酮（skipped diynone）；
- 双炔酮（Bis-ynone）：分子结构中存在两个炔酮基团的化合物，分子中的两个炔酮基团可发生分子内的环加成反应，形成呋喃衍生物[5]。